# Martin Weller
Pour les articles homonymes, voir Weller.
Ne doit pas être confondu avec Martin Wheeler.
Friedrich Martin Weller né le 26 février 1958 à Idar-Oberstein dans l'Hunsrück, est un guitariste et un chanteur allemand s'exprimant en dialecte francique mosellan.

## Production
En France, il s'est produit au festival Mir redde Platt de 2004.

## Discographie
Parutions, :
- Der es dursch! („Der ist durch“) (1997)
- Eesch senn reesch! („Ich bin reich“) (1998)
- Schlaachtfest („Schlachtfest“) (1999)
- Als weera ... („immer weiter“) (2000)
- Die schönsten Geschichten aus unserer Geeschend (Hörbuch) (2003)
- Live auf Schloss Wartenstein (mit Wolfgang Wehner) (2004)
- De "Willise Bruus Blues"! (2006)
- Fotoalbum (mit Wolfgang Wehner und Roman Alt) (2008)